# Stary Otok
Stary Otok (deutsch Altottag, bis 1928 Ottag) ist ein Dorf in Niederschlesien. Der Ort liegt in der Gmina Oława im Powiat Oławski in der polnischen Woiwodschaft Niederschlesien.

## Geographie

### Geographische Lage
Das Straßendorf Stary Otok liegt fünf Kilometer nordöstlich des Gemeindesitzes und der Kreisstadt Oława (Ohlau) und rund 32 Kilometer südöstlich der Woiwodschaftshauptstadt Breslau. Der Ort liegt in der Nizina Śląska (Schlesische Tiefebene) innerhalb der Równina Oleśnicka (Oelser Ebene). Stary Otok liegt am rechten Ufer der Oder. 
Durch den Ort führt die Woiwodschaftsstraße Droga wojewódzka 455.

### Nachbarort
Nachbarort von Stary Otok ist im Südosten Stary Górnik (Altbergel).

## Geschichte
Der Ort wurde 1245 erstmals als Otok erwähnt. 1376 erfolgte eine Erwähnung als Nieder-Ottag.
Nach dem Ersten Schlesischen Krieg 1742 fiel Ottag zusammen mit dem größten Teil Schlesiens an Preußen. 1783 zählte der Ort eine Schule, 10 Bauern- und 29 Häuslerstellen sowie 267 Einwohner.
Nach der Neugliederung Preußens gehörte die Landgemeinde Ottag ab 1815 zur Provinz Schlesien und war ab 1816 dem Landkreis Ohlau eingegliedert. 1874 wurde der Amtsbezirk Jeltsch gegründet, welcher die Landgemeinden Beckern, Bergel, Jeltsch, Neuvorwerk und Ottag und die Gutsbezirke Beckern, Jeltsch und Neuvorwerk umfasste. 1885 zählte der Ort 481 Einwohner.
Am 3. September 1928 wurden Bergel und Ottag zur Landgemeinde Altbergel-Altottag zusammengeschlossen. 1933 zählte Altbergel-Altottag 508, 1939 wiederum 454 Einwohner. Bis 1945 befand sich der Ort im Landkreis Ohlau.
Als Folge des Zweiten Weltkriegs fiel Altottag wie fast ganz Schlesien 1945 an Polen, wurde in Stary Otok umbenannt und der Woiwodschaft Breslau angegliedert. Die deutsche Bevölkerung wurde, soweit sie nicht vorher geflohen war, weitgehend vertrieben. Die neu angesiedelten Bewohner waren zum Teil Heimatvertriebene aus Ostpolen. 1997 wurde das Dorf beim Jahrhunderthochwasser der Oder 1997 überflutet. 1999 kam der Ort zum Powiat Oławski in der Woiwodschaft Niederschlesien. 
2000 zählte das Dorf 159 Einwohner. 2010 wurde das Dorf erneut beim Hochwasser der Oder überflutet.